# Vadul-Leca, Telenești
Vadul-Leca este un sat din cadrul comunei Căzănești din raionul Telenești, Republica Moldova. Este situat pe malul drept al râului Răut. A avut inițial denumirea Bolcășești. În sat este deschisă o biserică.
Satul a fost întemeiat în anul 1372.

## Galerie de imagini

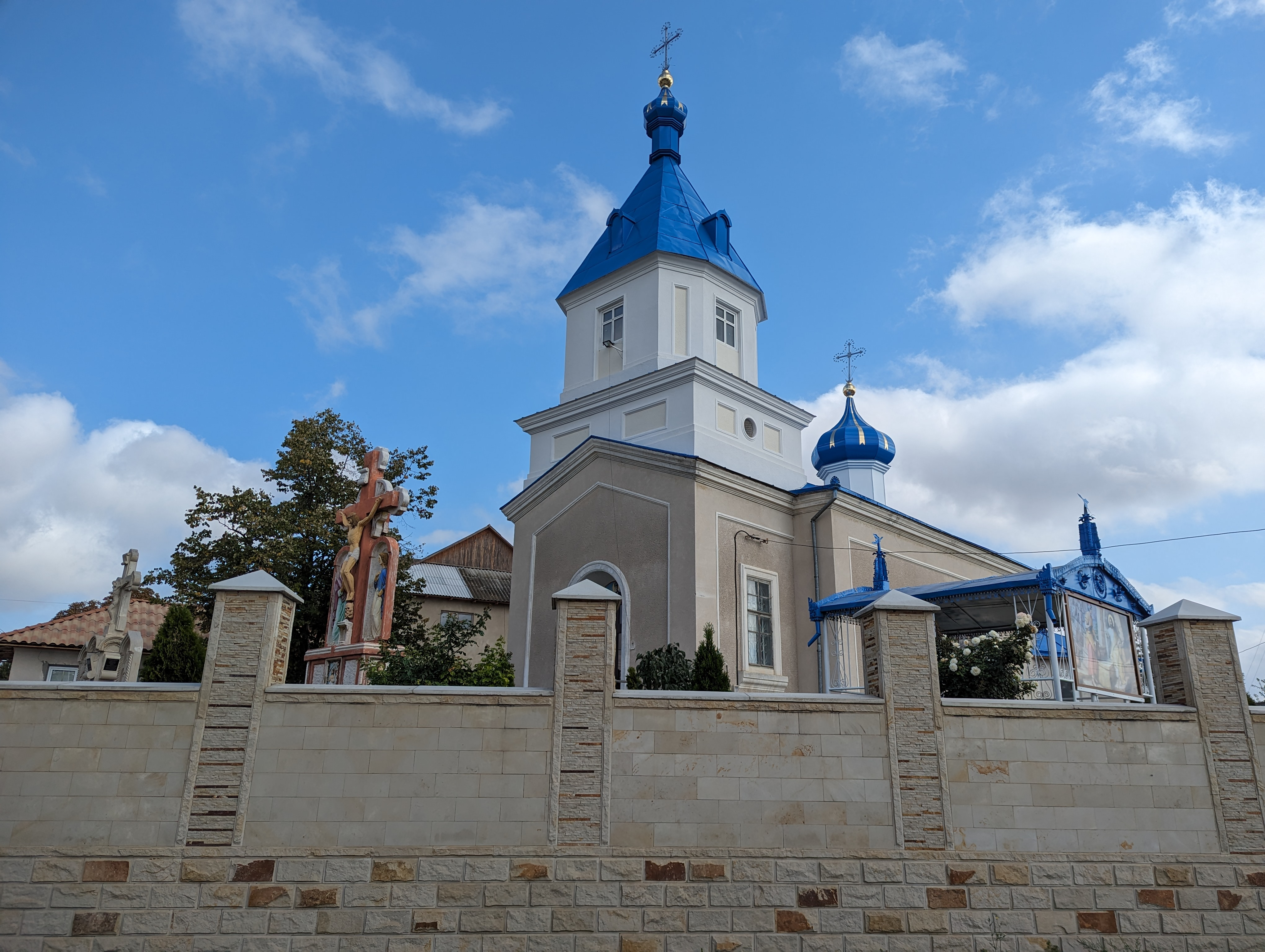
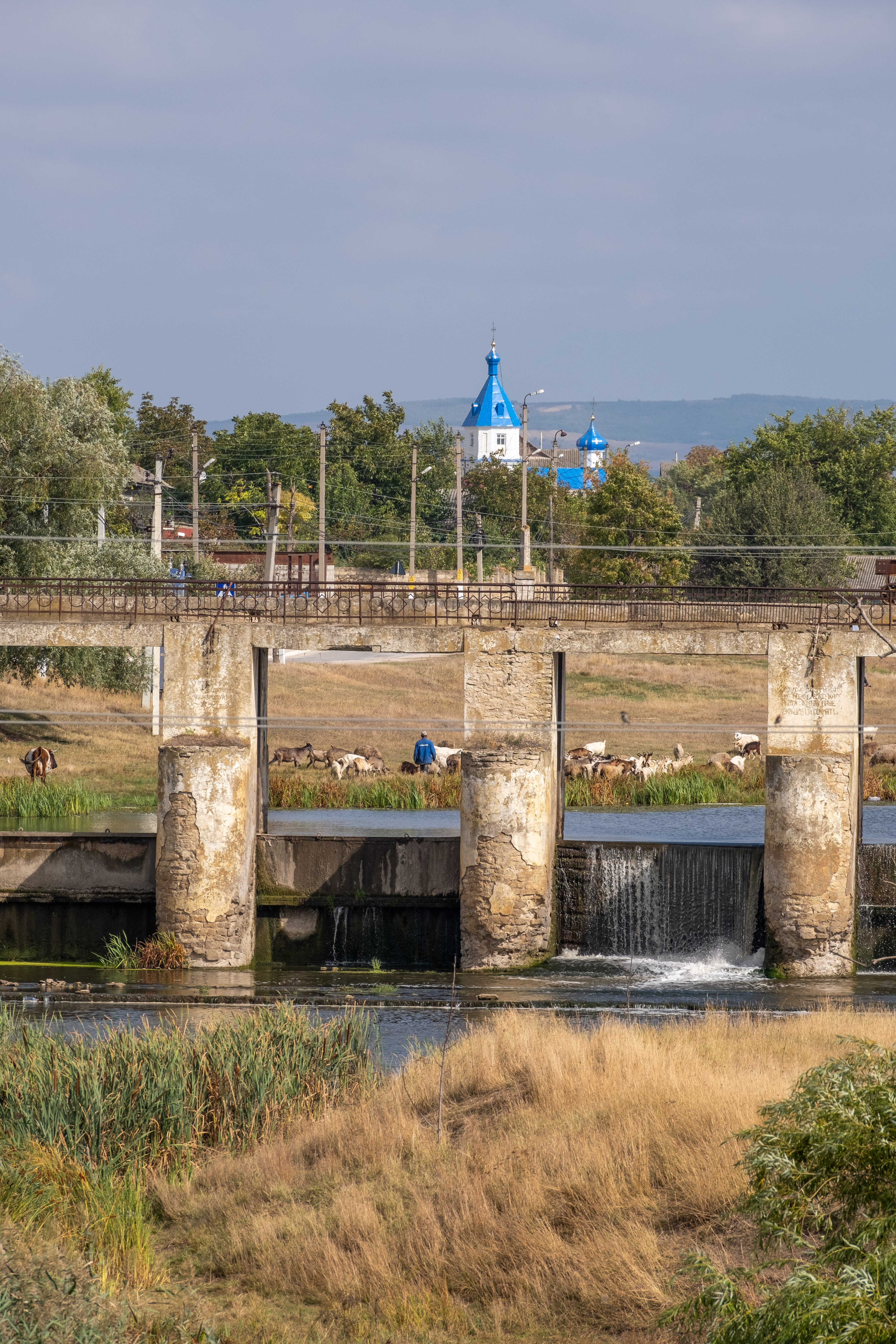

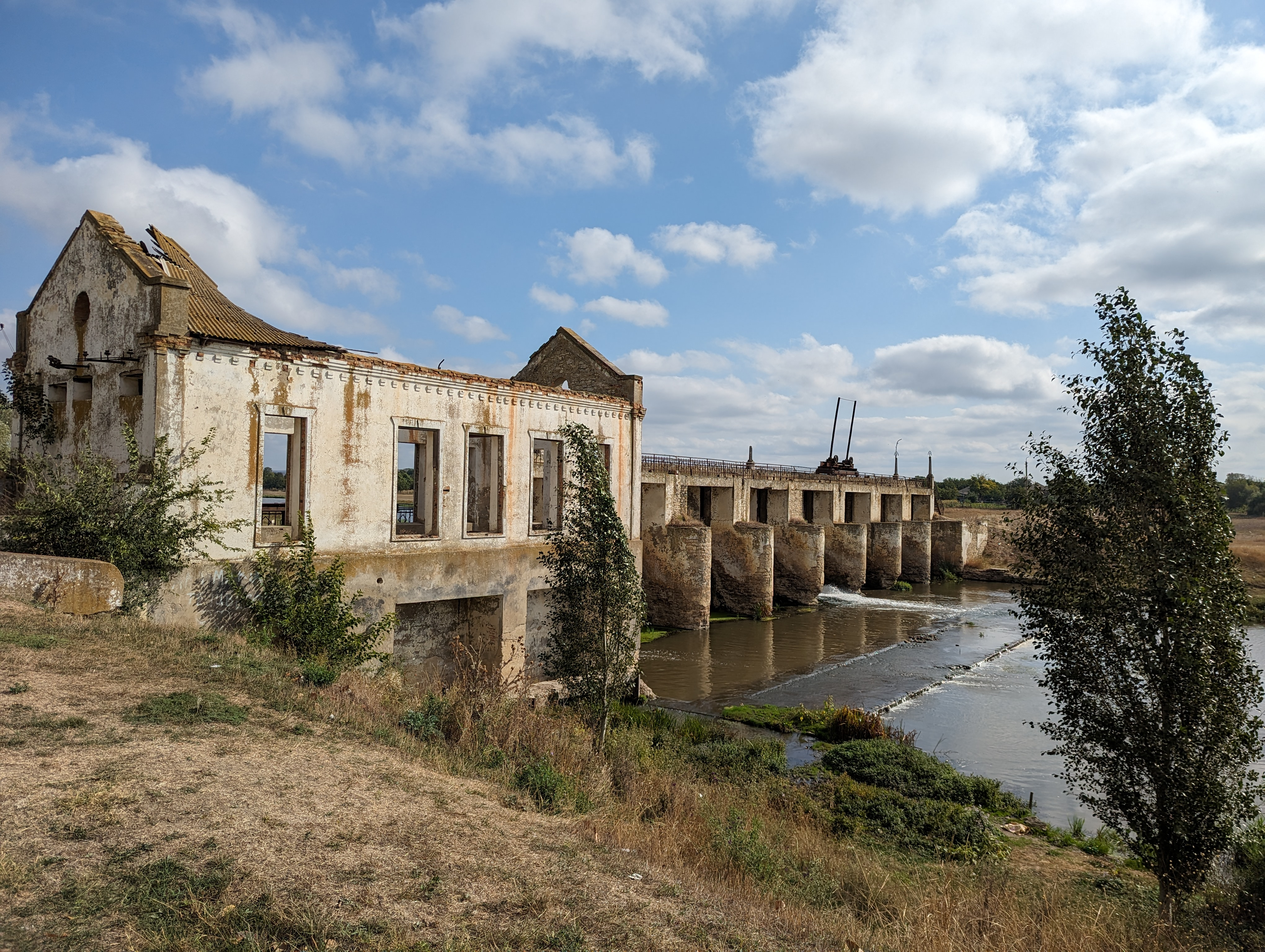
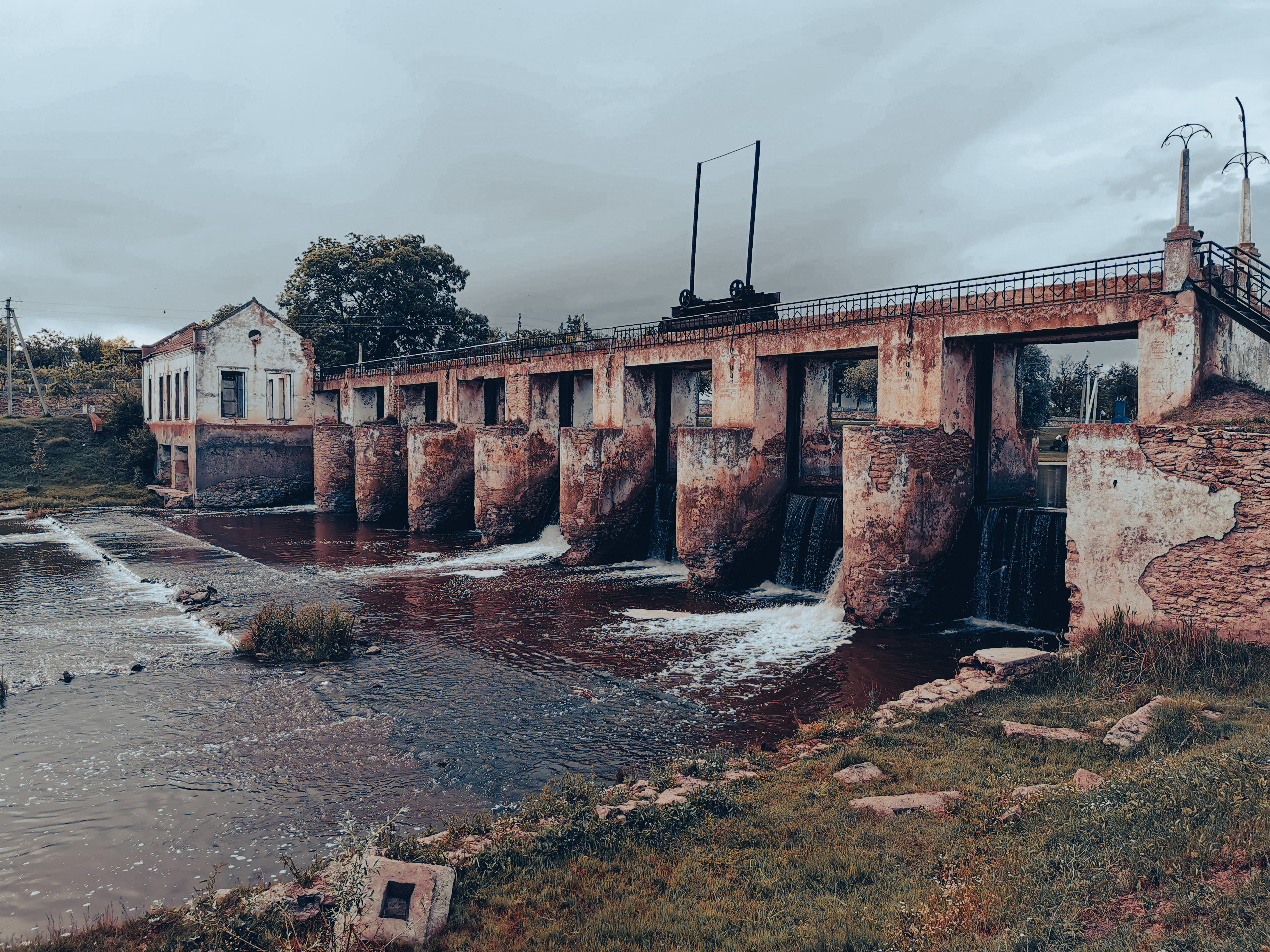
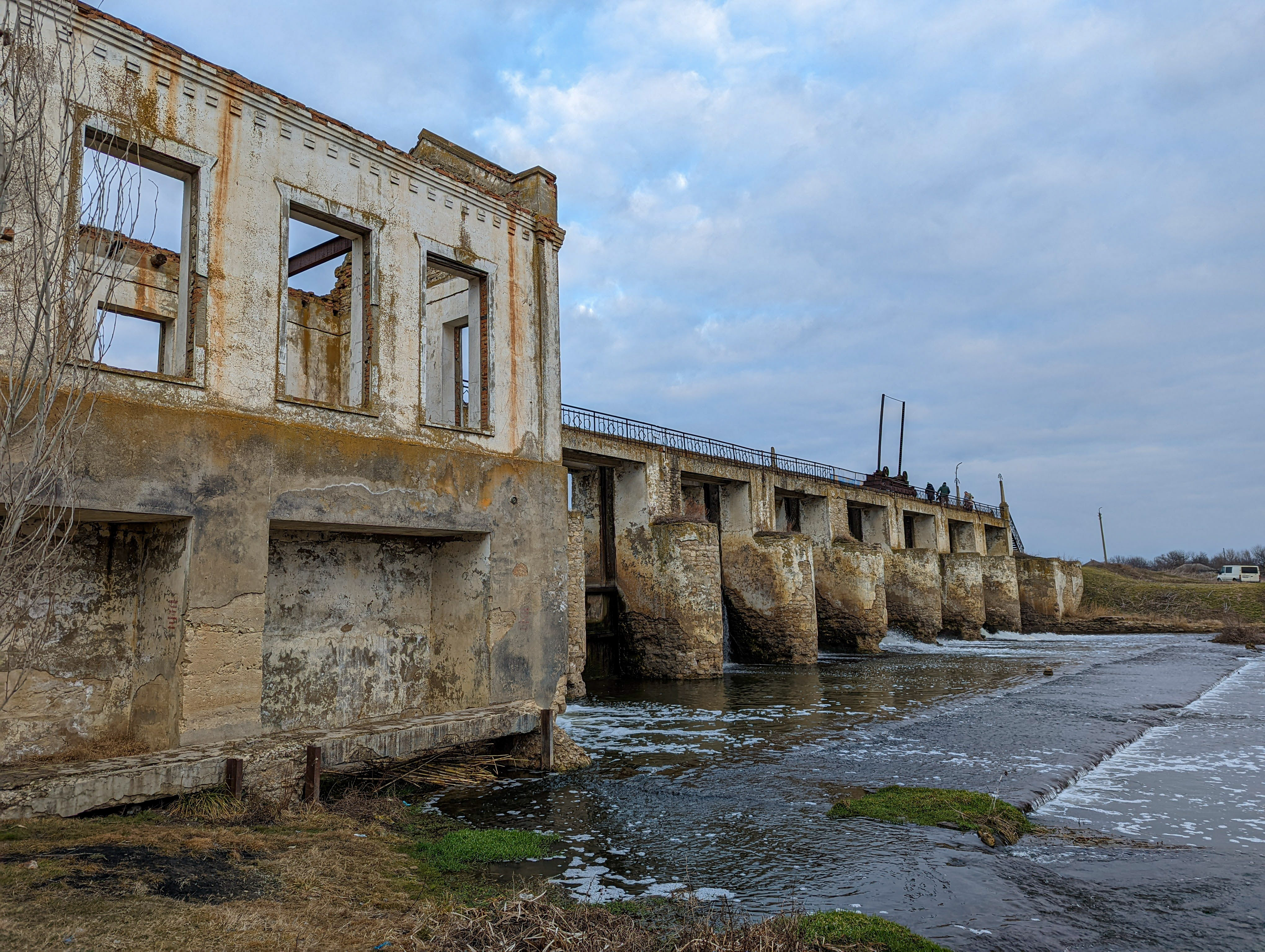
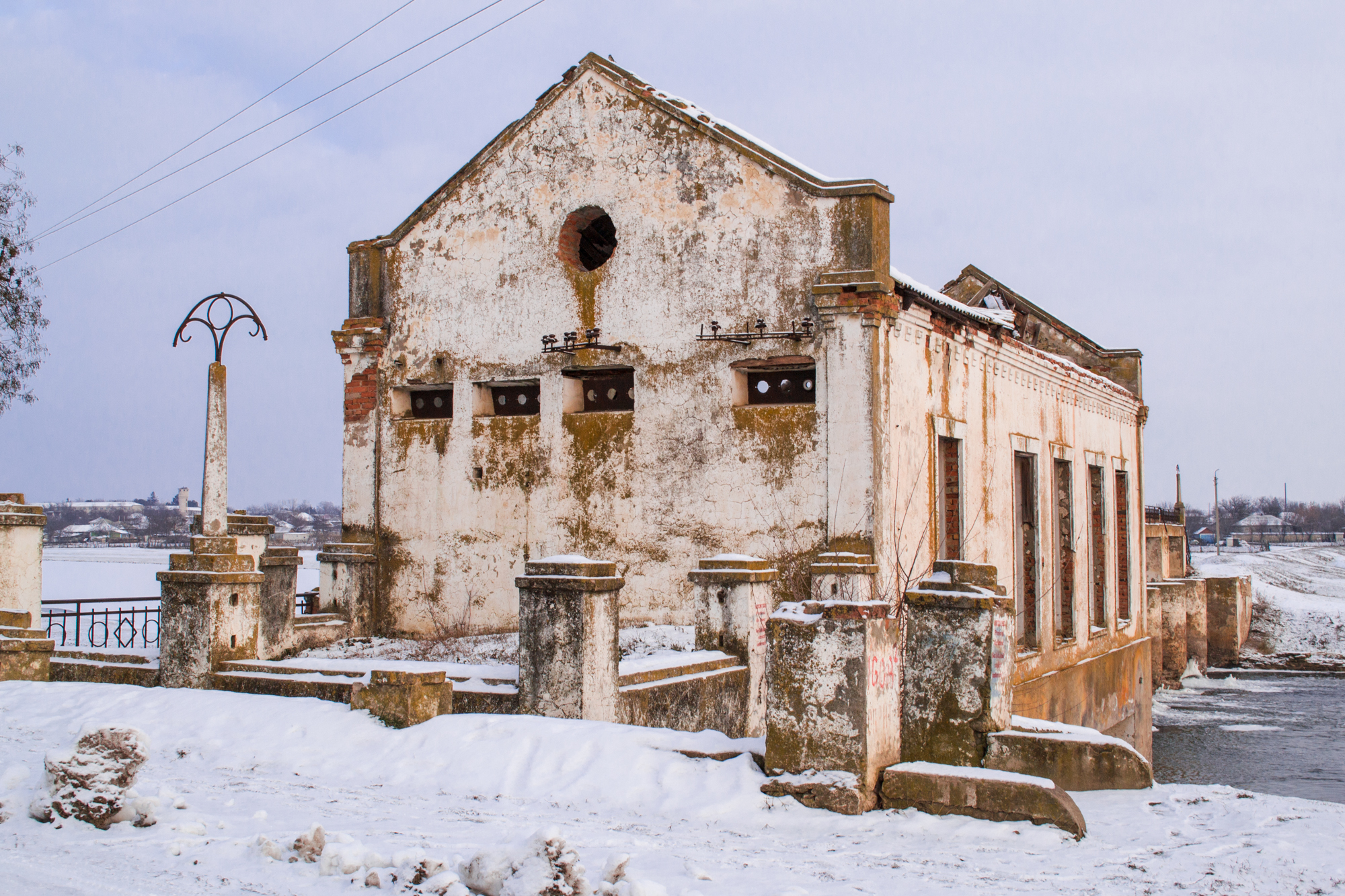

Biserica „Sf. Nicolae” din localitate, monument ocrotit de stat.
Stația electrică cu baraj, monument ocrotit de stat.

## Personalități
- Boris Burcă, președinte al raionului Telenești (2011-2014)
- Tudor Dumitraș, conferențiar, doctor habilitat în economie[2]
- Nina Vodă-Mocreac, actriță
- Pavel și Boris Bechet, interpreți[3][4]
- Iacob Cazacu-Istrati, istoric, scriitor, poet, publicist